# Norma (opera)
A Norma Vincenzo Bellini kétfelvonásos operája. Szövegkönyvét Felice Romani írta Alexandre Soumet Norma, ossia L'infanticidio című műve alapján. Ősbemutatójára 1831. december 26-án került sor a milánói Scala operaházban. Az egyik legszebb bel canto operaként tartják számon.

## Szereplők
| Szereplő                                              | Hangfekvés                |
| ----------------------------------------------------- | ------------------------- |
| Pollio, római proconsul Galliában                     | tenor                     |
| Oroveso, druida főpap                                 | basszus                   |
| Norma, a lánya, a druidák főpapnője                   | szoprán                   |
| Adalgisa, a druidák templomának ifjú papnője          | szoprán vagy mezzoszoprán |
| Clotilde, Norma bizalmasa                             | mezzoszoprán              |
| Flavio, Pollione barátja                              | tenor                     |
| Druidák, bárdok, papnők, gall harcosok, római katonák |                           |

## Cselekménye
Helyszín: Gallia
Idő: Kr. e. 4. század, a római hódítások idején

### Első felvonás
A druidák szent ligetében gall papok és papnők gyülekeznek és Normát, vezetőjüket várják, akinek a hold feljövetelekor meg kell adnia a jelet a rómaiak elleni harcra. Norma szerelmes a római proconsulba, Pollionéba, aki azonban már Adalgisa, az ifjú papnő iránt vonzódik. Norma mit sem sejtve erről elvégzi a ceremóniát, de még mielőtt kiadná a parancsot a háborúra, a holdistennőhöz imádkozik békéért. Adalgisa gyötrődik: szent esküje tiltja a szerelmet, amit ráadásul tetéz, hogy a szeretett férfi ellenség. Pollione sürgeti a lányt hogy szökjenek együtt Rómába. Ekkor Adalgisa Normát is beavatja titkába, akit mélyen megrendít sorsuk azonossága és felmenti a lányt esküje alól. Mikor azonban arról értesül, hogy Adalgisa tulajdonképpen Pollionéba szerelmes, éktelen haragra gerjed.

### Második felvonás
Norma felindulásaiban gyermekei életére tör, akiknek Pollione az apjuk, de nem képes ilyen szörnyű tettre. Abban bizakodik, hogy a férfi megbánja majd hűtlenségét és visszatér hozzá. Jelt ad a rómaiak elleni háború megindítására. Pollione a gallok fogságába kerül és a hagyományok szerint fel kell majd őt áldozni a harci sikerek zálogául. Norma felajánlja neki, hogy megmenti, ha lemond Adalgisáról. A férfi azonban hajthatatlan. Norma saját magát kínálja fel áldozatul, mivel elárulta népét. Parancsot ad a máglya megépítésére. Eme önfeláldozás láttán újra feléled a római Norma iránt érzett szerelme. Az asszony a druidák vezérének gondjaira bízza gyermekeit és Pollionéval együtt a tűzbe veti magát.

## Híres áriák, zeneművek
- Nyitány
- Casta diva, Norma áriája (első felvonás)
- Sola, furtiva al tempio, Norma és Adalgisa kettőse (első felvonás)
- Ah! di qual sei tu vittima, Norma, Pollione és Adalgisa tercettje (első felvonás)
- Teneri figli, Norma áriája (második felvonás)
- Deh, con te, con te li prendi, Norma és Adalgisa kettőse (második felvonás)
- Guerra, guerra! le galliche selve, kórus (második felvonás)
- In mia man alfin tu sei, Norma és Pollione duettje (második felvonás)
- Deh! non volerli vittime, finálé

## Érdekességek
Budapest egyik legkedveltebb kirándulóhelyének a neve, a Normafa is az operából eredeztethető.